# FS ALe 601
 (octobre 2024).
La mise en forme du texte ne suit pas les recommandations de Wikipédia : il faut le « wikifier ».
Les points d'amélioration suivants sont les cas les plus fréquents. Le détail des points à revoir est peut-être précisé sur la page de discussion.
- Les titres sont pré-formatés par le logiciel. Ils ne sont ni en capitales, ni en gras.
- Le texte ne doit pas être écrit en capitales (les noms de famille non plus), ni en gras, ni en italique, ni en « petit »…
- Le gras n'est utilisé que pour surligner le titre de l'article dans l'introduction, une seule fois.
- L'italique est rarement utilisé : mots en langue étrangère, titres d'œuvres, noms de bateaux, etc.
- Les citations ne sont pas en italique mais en corps de texte normal. Elles sont entourées par des guillemets français : « et ».
- Les listes à puces sont à éviter, des paragraphes rédigés étant largement préférés. Les tableaux sont à réserver à la présentation de données structurées (résultats, etc.).
- Les appels de note de bas de page (petits chiffres en exposant, introduits par l'outil «  Source ») sont à placer entre la fin de phrase et le point final[comme ça].
- Les liens internes (vers d'autres articles de Wikipédia) sont à choisir avec parcimonie. Créez des liens vers des articles approfondissant le sujet. Les termes génériques sans rapport avec le sujet sont à éviter, ainsi que les répétitions de liens vers un même terme.
- Les liens externes sont à placer uniquement dans une section « Liens externes », à la fin de l'article. Ces liens sont à choisir avec parcimonie suivant les règles définies. Si un lien sert de source à l'article, son insertion dans le texte est à faire par les notes de bas de page.
- La présentation des références doit suivre les conventions bibliographiques. Il est recommandé d'utiliser les modèles {{Ouvrage}}, {{Chapitre}}, {{Article}}, {{Lien web}} et/ou {{Bibliographie}}. Le mode d'édition visuel peut mettre en forme automatiquement les références.
- Insérer une infobox (cadre d'informations à droite) n'est pas obligatoire pour parachever la mise en page.

Pour une aide détaillée, merci de consulter Aide:Wikification.
Si vous pensez que ces points ont été résolus, vous pouvez retirer ce bandeau et améliorer la mise en forme d'un autre article.
Les FS ALe.601 sont des automotrices électriques italiennes rapides de prestige conçues par le bureau d'études des Ferrovie dello Stato Italiane - FS en 1959, pour assurer les liaisons rapides sur les grandes lignes électrifiées du pays. Elles se composent d'une motrice "ALe.601" aménagée en 1re classe et de remorques "Le" avec différents aménagements : Le.360, Le.420, Le.480, Le.481, Le.530, Le.601, Le.700 & Le.780. Ces éléments pouvaient être assemblés pour former une rame circulant à 180/200 km/h. Trois automotrices ALe.601.060, 064 & 065 ont été adaptées pour atteindre la vitesse de 250 km/h.
Comme imposé traditionnellement par les FS, ces éléments sont couplables jusqu'à 4 UM et ne peuvent donc pas avoir une face avant profilée comme les rames indéformables, longtemps refusées par les FS sur les matériels classés AL, pour pouvoir construire des ensembles multiples de chaque côté d'une même motrice et de maintenir la libre circulation du personnel de bord et des passagers à l'intérieur de la rame.

## Histoire
Les automotrices électriques du groupe ALe.601 et ses dérivés, dévoilées au grand public en mars 1961, constituaient, à l'époque, le matériel roulant phare parmi ceux commandés par les chemins de fer italiens dans le cadre du plan quinquennal étudié et mis en œuvre entre 1957 et 1962. Les Ferrovie dello Stato Italiane - FS, après la phase délicate de la reconstruction du réseau et du parc matériel après la Seconde Guerre mondiale, se sont retrouvées dans la nécessité de répondre aux demandes d'efficacité accrue de la mobilité longue distance sur les lignes électrifiées les plus importantes du pays. Les rames électriques d'avant garde comme les ETR 200, ETR 300 Settebello et ETR 250 Arlecchino étaient devenues incapables de répondre seules à la forte demande.
Le projet ALe.601, dirigé par l'ingénieur Mario Martinelli, Directeur de l'Ufficio Studi Locomotive du Service Matériel & Traction des FS (1957-1959), est le résultat de l'expérience acquise par les FS avec les rames électriques ETR. Cependant, la conception est complètement nouvelle, à commencer par les caisses autoporteuses avec l'utilisation de poutres Vireendel, qui confèrent aux ALe.601 une très grande solidité, une utilisation rationnelle de l'espace intérieur et une luminosité bien supérieure aux rames électriques précédentes. Le confort des passagers a été amélioré avec l'utilisation de nouvelles suspensions sur les bogies et de fauteuils inclinables. Toutes les unités disposent de deux cabines de conduite, permettant d'adapter la composition de la rame au nombre de passagers. Les bogies sont également complètement nouveaux et avant-gardistes pour l'époque : les premiers à être conçus expressément pour des vitesses élevées (200 km/h et plus) et capables de garantir un confort et une sécurité de conduite élevés. L'alimentation électrique des services auxiliaires (climatisation, éclairage, commandes, etc.) est dérivée de celle des rames électriques ETR. Le pantographe 52 FS est très novateur, garantissant un excellent captage de l'énergie nécessaire même à des vitesses de plus de 200 km/h. Ce pantographe sera adopté sur tous les matériels roulants à grande vitesse des FS, y compris les ETR, les locomotives FS E.444, E.656, E.645/6 jusqu'au Pendolino dont la vitesse dépassait 250 km/h. Les FS ALe.601 ont donné naissance à une version dérivée réservée aux trajets régionaux, les FS ALe 803.
À partir de la fin d'année 1959 début 1960, les commandes pour la 1re série sont passées à :
- Officine Casaralta de Bologne pour la structure mécanique et la carrosserie
- différentes entreprises pour la partie électrique : OCREN, Mater/Alce & Asgen notamment,
- Macchi de Varese et Elettromeccanica Parizzi pour les remorques.

Les commandes pour la 2e et 3e série seront passées aux mêmes entreprises.
Les automotrices électriques "ALe.601" se sont révélés être des machines modernes, performantes très fiables et robustes.
Les ALe 601 n'étaient pas uniquement des automotrices rapides mais aussi des rames prestigieuses. Avec l'horaire de l'hiver 1961, les FS ont mis en service des rames ALe 601 pour assurer les nouveaux rapides Freccia della Laguna, une liaison en 1ère classe uniquement avec voiture-restaurant, reliant la Gare de Rome-Termini à Venise, Trieste et Bolzano. Les rames ALe 601 ont également été utilisées pour les rapides Freccia del Tirreno et Peloritano assurant les liaisons entre Rome et Reggio de Calabre, Syracuse et Palerme. En 1969, sur la ligne Rome-Naples des liaisons "super rapides" ont été créées. Les rames étaient composées d'une automotrice électrique ALe 601 et d'une remorque-restaurant Le 420. La durée du trajet était de 90 minutes, la meilleure performance européenne de l'époque. Compte tenu du grand succès rencontré auprès des voyageurs, le service a été étendu sur la ligne Rome-Milan en 5 heures et demie et sans aucun arrêt intermédiaire. Malheureusement, le succès de cette formule obligea les FS à remplacer ces rames par des trains traditionnels avec des voitures, offrant une plus grande capacité, tractés par les nouvelles locomotives FS E.444.
En 1965, les 7 automotrices ALe.601.003, 008, 010, 013, 017 & 024 sont transformées pour former 7 rames aptes aux services à grande vitesse au delà de 200 km/h, destinées aux services rapides sur la ligne directe entre Rome et Naples. Ces rames ont servi de base à la 3e série des ALe.601 Alta Velocità livrées en 1971.
Au début des années 1990, 14 automotrices électriques et autant de remorques ont composé des rames avec une livrée aux couleurs d'Alitalia, exploitées sur la ligne entre l'aéroport de Rome-Fiumicino et Florence et Naples, en prenant le nom de Vol de surface et les références des vols aériens de la compagnie italienne. Ces rames étaient réservés aux passagers munis de billets Alitalia en correspondance. Le service a été assuré du 29 juin 1992 au 30 juin 1994.
Avec l'utilisation des rames Pendolino ETR 450 à partir de 1988, les rames FS ALe.601 ont été reléguées à des services plus marginaux, inter-régionaux, mais inadaptés au matériel roulant haut de gamme qu'elles étaient. La quantité importante d'unités disponibles a conduit les FS à les transformer en rames bloquées de quatre caisses baptisées FS ALe.841 dans le but de les utiliser dans un service inter-régional rapide et confortable. Entre 1994 et 2004, 16 rames ont été constituées, issues de la transformation de 32 automotrices et 32 remorques. Trois autres rames bloquées identiques ont conservé la classification FS ALe.601.
Dans les années 2000, les rames non transformées en ALe 841 ont été modifiés avec le remplacement des portes d'accès battantes par de larges portes coulissantes et ont été reclassées ALe 783.

## Caractéristiques techniques
Les 3 séries des 67 automotrices du groupe FS ALe.601 sont constituées d'une caisse autoporteuse à structure tubulaire composée de 26 720 poutres, profilés et tôles longues en acier électro-soudé reposant sur deux bogies de conception nouvelle de type Z.1040 avec un empattement de 3 000 mm, une suspension primaire et secondaire avec assurée par des ressorts hélicoïdaux en acier dotés de postes de conduite à chaque extrémité, ce qui les rend parfaitement bidirectionnelles. Sur chaque tête, comme imposé par la norme des FS, on trouve une plate-forme, des soufflets et une porte d'intercommunication qui permet de coupler jusqu'à 4 unités. La composition maximale d'une rame est de 9 caisses, 2 à 4 automotrices et 5 à 7 remorques.
Chaque automotrice comporte 60 fauteuils de 1re classe uniquement, disposés face à face en rangées de 2+1 avec un couloir para-central. Le haut niveau de confort est équivalent à celui des voitures TEE des FS de l'époque.
La motorisation électrique à courant continu 3 kV comprend 2 moteurs T.165 FS par bogie, connectés en série entre eux, le même que celui équipant l'ETR 250. Ces moteurs de traction, sont montés suspendus élastiquement et la transmission est de type "Fanelli". Il existe deux combinaisons de fonctionnement : en série (4 moteurs) et en parallèle (en groupes de 2), avec régulation de puissance au démarrage du rhéostat, avec exclusion automatique au moyen d'un limiteur automatique. Chaque moteur électrique développe une puissance de 1000 kW.
La première série d'automotrices électriques ALe.601.001 à 021 a été produite avec un rapport de transmission 34/50 pour une vitesse homologuée de 180 km/h. À partir de la troisième série, la vitesse est portée à 200 km/h en adoptant un rapport de transmission 38/46 et en apportant des modifications aux portes d'intercommunication, à l'origine à double vantaux, et au type de vitrage de la cabine pour des raisons liées à la sécurité.
Le captage du courant sur la ligne aérienne est obtenu via deux pantographes type 52 FS placés à chaque extrémité de la motrice. Le freinage est pneumatique, à air comprimé à disques sur les remorques, électrique rhéostatique sur les motrices.

### Records de vitesse
Le 3 décembre 1963, 24 ans après le précédent record de vitesse, sur le tronçon entre Grosseto et Montepescali de la ligne Tirrenica, l'automotrice ALe.601.018 a battu le record de vitesse de l'ETR 200 de 203 km/h datant de 1939, atteignant 225 km/h et même 240 km/h le 4 décembre 1968 sur la Direttissima Rome-Naples entre la gare de Campoleone et la gare de Sezze Romano.
Après l'ouverture de la Direttissima Florence-Rome, la vitesse de 278 km/h a été atteinte le 28 décembre 1985. Ceci constitue une preuve supplémentaire de la grande validité du matériel roulant italien conçu par les FS, qui disposait d'une configuration technique traditionnelle, avec une alimentation 3 kV CC et une régulation rhéostatique du démarrage.
Il a fallu attendre le 25 mai 1989 pour voir ce record de vitesse battu par une rame ETR X 500 avec 316 km/h qui a été battu le 26 février 2016 par une rame standard ETR 1000 Frecciarossa avec 393,8 km/h sur la LGV Turin - Milan.

### Livraisons
Les unités FS ALe.601 ont fait l'objet de 3 séries :
- 1re série - ALe.601.001 à 021, livraison en 1961/63 avec rapport de transmission 34/50 et vitesse maxi 180 km/h, motrice 60 places assises en 1re classe, porte d'intercommunication battante à 1 vantail,
- 2e série - ALe.601.022 à 044, livraison en 1965/66 avec rapport de transmission 34/50 et vitesse maxi 180 km/h, motrice 60 places assises en 1re classe, (idem 1ère série mais avec porte d'intercommunication coulissantes à 2 vantaux et une fenêtre voyageurs sur 2 descendante à moitié)
- 3e série - ALe.601.045 à 067 Alta Velocità, livraison en 1971/72 avec rapport de transmission 38/46 et vitesse maxi 200 km/h, motrice 60 places assises en 1re classe,

## Les rames FS ALe.601 Alitalia "Voli di Superficie"

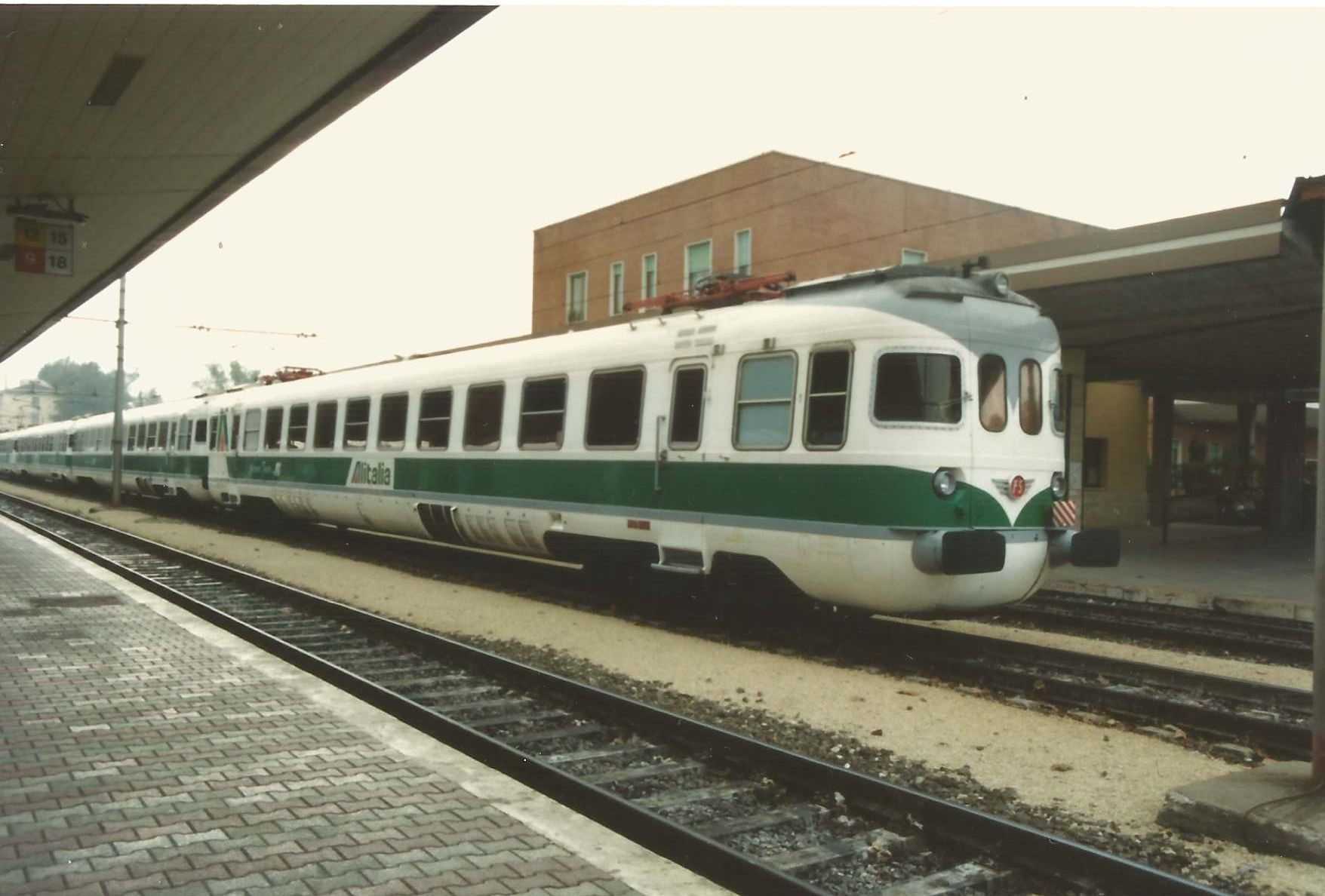
Rame FS ALe.601 Alitalia

En 1991, la compagnie aérienne Alitalia et les chemins de fer italiens Ferrovie dello Stato Italiane se sont associés pour obtenir des parts de passagers supplémentaires sur 2 lignes intérieures italiennes depuis l'aéroport de Rome Fiumicino à Florence et Naples, sans arrêts intermédiaires. Cet accord historique a donné lieu à l'expérimentation du service de transport « Alitalia Airport Train by FS », également appelé « Surface Flights » pour les voyageurs avec réservation au niveau de prix de la classe Alitalia business.
Ce service ferroviaire a débuté le 29 juin 1992 et prévoyait l'utilisation de 7 rames ferroviaires de luxe composées chacune de quatre caisses comprenant 2 automotrices FS ALe.601 avec 2 remorques modifiées pour l'occasion par les ateliers Cittadella de Padoue du Groupe Firema.
Composition des rames uniquement de 1re classe : 
- 1 automotrice ALe.601
- 1 remorque Le.481 - remorque mixte voyageurs et bagages,
- 1 remorque Le.601,
- 1 automotrice ALe.601.

Le service à bord comprenait :
- repas à la place,
- journaux et revues,
- boissons froides et chaudes,
- mise à disposition de téléphones portables et micro-ordinateurs à la place.

La capacité de chaque rame est de 
- rames 1 & 2 : 302 sièges (84 2eCl. + 58 1re Cl. + 76 2e Cl. + 84 2e Cl.).
- rames 3 à 7 : 286 sièges (76 2eCl. + 58 1re Cl. + 76 2e Cl. + 76 2e Cl.).

Les liaisons FS-Alitalia Voli di Superficie ont pris fin le 30 juin 1994.

## Les rames de contrôle ERTMS & SCMT

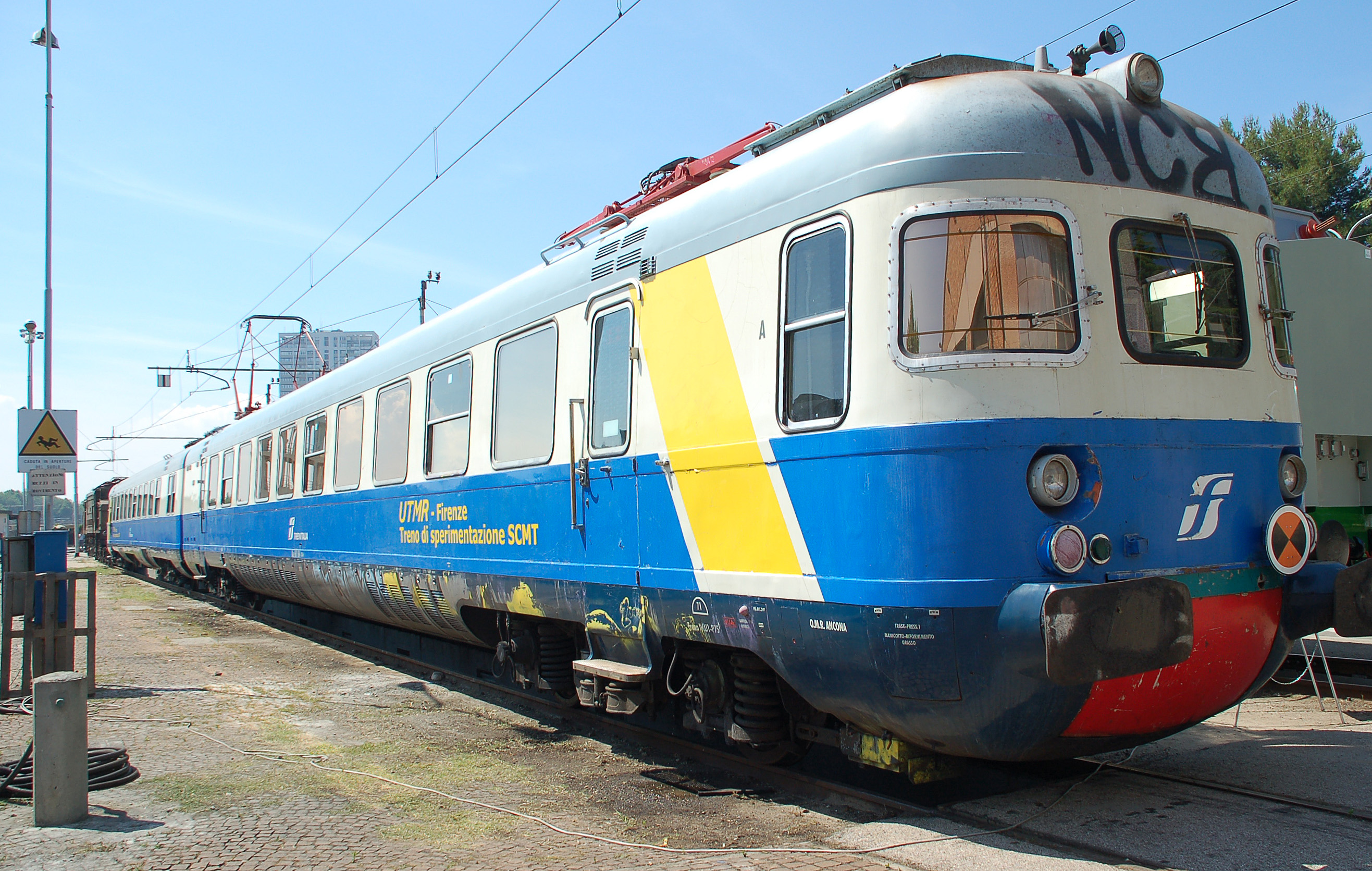
Rame FS ALe.601 transformée en rame de diagnostic (face avant fermée)

En 1999, l'automotrice ALe.601.065 et la remorque Le.480.004, assemblées en rame bloquée indissociable, a été transformée en rame de contrôle et tests du système ERTMS. Une autre rame de diagnostic constituée de l'automotrice ALe.601.064 et de la remorque Le.700.003 baptisée rame expérimentale bloquée SCMT, pour le contrôle et les tests du système italien SCMT a également été mise en service.

## Transformation en rames FS ALe 841
En 1988, après la mise en service des rames FIAT Pendolino ETR.450, les rames ALe.601 ont été progressivement reléguées à des liaisons régionales pour lesquelles elles n'avaient pas été conçues. Le grand nombre d'unités disponibles, en parfait état de marche, a conduit les FS à les transformer en rames indéformables comprenant une motrice à chaque extrémité et deux remorques intermédiaires, destinées à des liaisons interrégionales rapides et confortables. Ainsi est né le projet ALe.841.

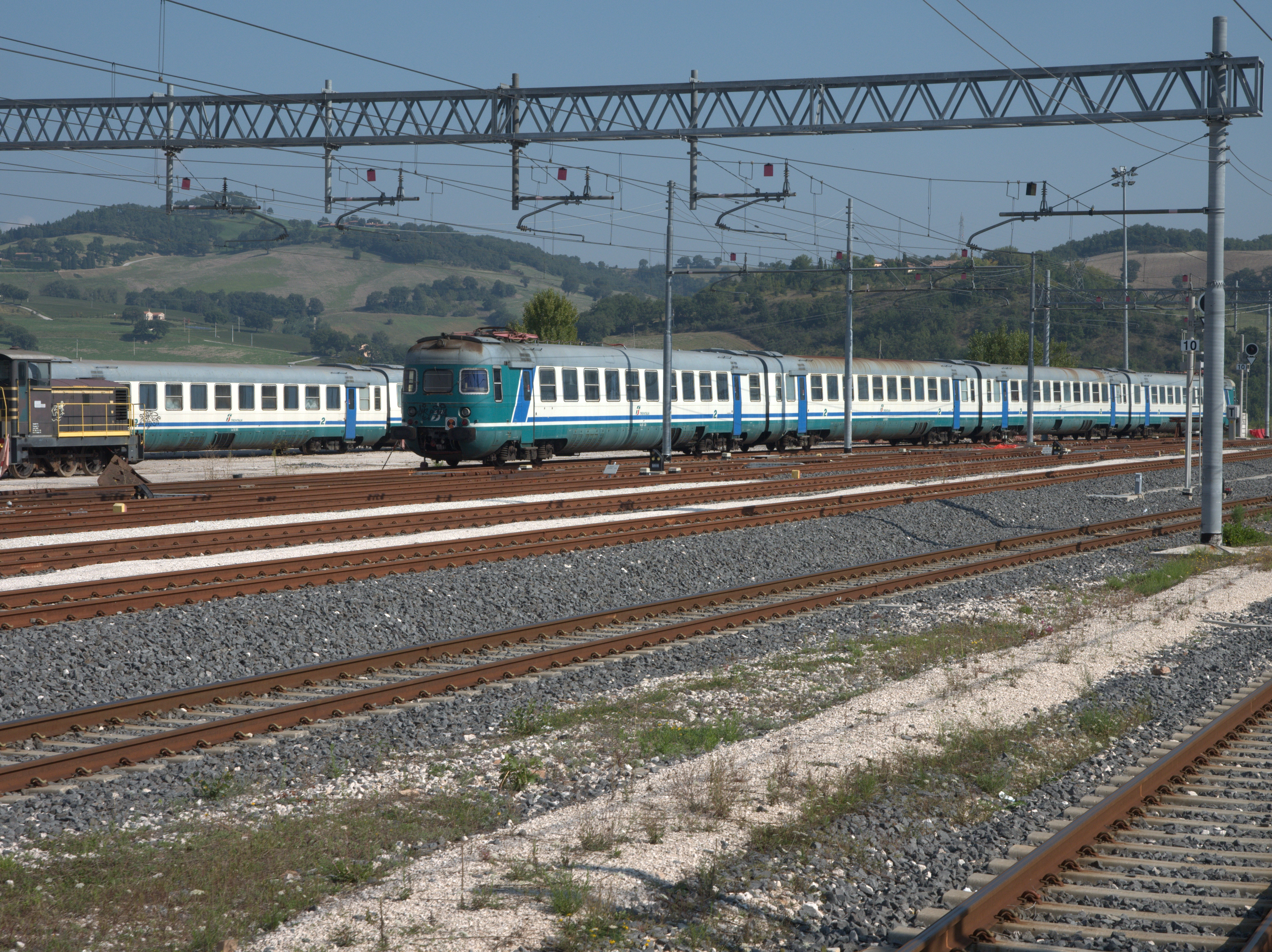
Rames FS ALe.841 en gare de Fabriano (2014)

À partir de 1994, 32 automotrices ALe.601 et remorques Le.480, Le.481, Le.530, Le.601, Le.700 & Le.780 ont été transformées en 16 rames bloquées indissociables de 4 caisses composées d'une automotrice Ale.841, 1 remorque Le.581, 1 remorque Le.761 et une automotrice ALe.841. 3 unités ont été construites par Officine Meccaniche della Stanga, 1 par Macchi et 28 par Officine Casaralta. Les principales modifications concernent :
- reconstruction des façades avant des motrices, sans porte d'intercommunication et agrandissement de la cabine de pilotage occupant ainsi toute la largeur de la caisse,
- suppression de la cabine de conduite "B" sur chaque automotrice transformée, sur les 2 premières rames, en salon de 8 places,
- suppression des cabines de conduite sur les remorques,
- remplacement des soufflets entre voitures par des boudins caoutchouc,
- suppression du pantographe situé à l'opposé de la cabine et le rapport de transmission passé de 38/46 à 31/53,
- réfection complète des aménagements intérieurs : 
  - transformation de l'aménagement de 1re classe des motrices en 2e classe avec 84 sièges,
  - aménagement des remorques Le.581 en 1re classe avec 58 fauteuils,
  - aménagement des remorques Le.761 en 2e classe avec 84 sièges.

Avec ces modifications, la face avant de chaque motrice est fermée et entièrement occupée par la cabine de conduite, comme sur les rames de contrôle ERTMS & SCMT.
La différence est due au fait que, sur les 2 premières rames, les espaces précédemment occupés par les cabines de pilotage « B » ont été transformées en salons de 8 places. Sur les 5 rames suivantes, l'aménagement a été revue pour tenir compte de la quantité de bagages enregistrés à l'aéroport de Rome Termini-Fiumicino, en équipant ces espaces près des portes d'intercommunication à de grands racks à bagages.
Les rames ALe 841.001 et 002, après une première période au cours de laquelle elles ont effectué les liaisons "Intercity" entre Rome et Florence, ont été transférées en Sicile, affectés au dépôt de Palerme, d'où elles ont effectué les liaisons directes vers Agrigente.
Les rames 3 à 6 ont été affectés au dépôt de Rome San Lorenzo et circulent en rotation sur la liaison sans escale de la gare de Rome-Termini à l'aéroport de Fiumicino.

### Livraison des 16 rames ALe.841
- 1994 : rame ALe 841.001
- 1996 : rames ALe 841.002, 003 & 004,
- 1997 : rames ALe 841.005, 006 & 007,
- 1998 : rames ALe 841.008 & 009,
- 1999 : rame ALe 841.010,
- 2002 : rames ALe 841.001, 012 & 013,
- 2003 : rames ALe 841.014, 015 & 016.

## Le Salon Présidentiel
Dans les années 1960, une automotrice FS ALe 601 a été dotée d'un petit salon en lieu et place du compartiment non-fumeur et transformé en Salon du Président de la République Italienne. Les esquisses, plans du projet et des photographies du Salon Présidentiel de 1967, sont conservés dans les Archives de la Fondation FS.

## Utilisation des rames ALe 601 (1994-2006)
Sur les 67 automotrices ALe.601 d'origine, 32 ont été transformées en ALe.841 et 35 ALe.601 non modifiés étaient toujours en service actif en 1997. Elles assuraient les liaisons Intercity :
- IC 753/754 "Mercadante" Rome-Lecce,
- IC 675/676 "Il Perugino" Pérouse-Rome,
- IC 692/695 "Tibre" Rome-Florence,
- IC 679/682 "Conero" Ancône-Rome,
- IC 671/672 "Trasimène" Rome-Pérouse.

## Les 3 rames ALe 783
Les transformations des rames ALe.601 en ALe.841 ont été suspendues en 2003 mais, pour reporter le retrait des rames ALe.601 et poursuivre l'exploitation des unités restantes toujours en très bon état pendant quelques années encore, les FS ont étudié une solution simple et économique qui a été mise en oeuvre lors d'une révision générale. Des compositions bloquées ont été imaginées, comprenant toujours 2 automotrices ex ALe.601 encadrant 2 remorques mais ne comportant que des sièges de 2e classe. 3 rames ont ainsi été construites comprenant 4 caisses transformées, 1 rame par la société Fervet et 2 par l'OMR d'Ancône avec une configuration des essieux Bo'Bo' + 2'2' + 2'2' + Bo'Bo'.
Les cabines avant des 2 motrices de chaque rame ont été reconstruites. Les postes de conduite "B", désormais inutiles, ont été utilisées en local à bagages. Les portes d'accès battantes d'origine ont été remplacées par des portes coulissantes automatiques plus larges, tous les circuits électriques ont été refaits à neuf avec des composants modernes et adaptés pour un service avec un agent unique.
Les caractéristiques mécaniques et électriques sont restées inchangées au niveau des moteurs électriques mais la vitesse maximale a été fixée à 160 km/h, vu la nature des services à assurer. 
L'aménagement intérieur a été entièrement rénové avec l'utilisation de nouveaux sièges ergonomiques de 2e classe. Comme sur les rames ALe.841, les cabines "B" des motrices et celles des remorques ont été supprimées. Le système de climatisation a été remplacé par 2 unités de traitement d'air situées sur le toit. Les portes d'accès battantes ont été remplacées par des portes automatiques coulissantes plus larges. Chaque rame, d'une longueur totale de 109,60 mètres, dispose de 8 moteurs développant une puissance de 2 096 kW.
Les unités renouvelées auraient dû conserver leur classification d'origine mais ont été reclassées : les automotrices ALe.603 et ALe.783 et les remorques Le.783 et Le.813, selon le nombre de places dans les motrices, toutes de 2e classe :
- ALe.783 - motrice de 78 places,
- ALe.603 - motrice de 60 places,
- Le.783 - remorque de 78 places,
- Le.813 - remorque de 81 places.

L'esthétique extérieure de ces rames est identique à celle des ALe.841.

## Remorques Le
Les 82 remorques commandées par les FS ont été construites en 3 séries. Leur caisse est la même que celle des automotrices, mais leur aménagement diffère :
- Le.601 - remorque de 1re classe dotée de 60 fauteuils en rangées de 2+1 face à face,
- Le.780 - remorque de 2e classe avec 78 sièges en rangées de 2+2 face à face,
- Le.360 - remorque cuisine et bar,
- Le.420 - remorque cuisine et restaurant,
- Le.480 - remorque de 1re classe avec cuisine,
- Le.530 - remorque de 1re classe avec bar,
- Le.700 - remorque de 2e classe avec bar,
- Le.481 - remorque de 1re classe avec soute à bagages.

Les remorques Le 481/soute à bagages sont équipées de portes latérales pour le chargement et le déchargement des bagages. Elles ont été construites dans le cadre de la "livrée Alitalia" pour offrir un service de qualité similaire à celui des avions ou des trains de luxe d'antan.
À la suite de l'accident de Murazze di Vado survenu le 14 avril 1978 sur la commune de Monzuno, sur la Direttissima Bologne-Florence, qui fortement endommagé les 2 automotrices ALe.601.051 et 057, en 1980, les FS ont missionné les Officine di Cittadella pour transformer les 2 voitures restaurant Le.420.002 et 004 en automotrices électriques renumérotées ALe.601.067 et 068.

## Curiosités
- La conception des automotrices électriques FS ALe 601 a été coordonnée par l'ingénieur Mario Martinelli, directeur du Bureau d'Etudes des Locomotives du Service Matériel et Traction des FS de 1957 à 1959. Il avait déjà collaboré avec le célèbre spécialiste et concepteur des FS, Alfredo D'Arbela, pour la construction de l'ETR 300 « Settebello » et des locomotives du groupe de locomotives FS E 645/646.
- Les premiers services réguliers ont été assurés avec l'horaire d'hiver 1961-1962, la paire de trains rapides 812/813 « Freccia della Laguna » entre Rome et Venise. Plus tard, une liaison Rome-Udine a été ajoutée ainsi que la liaison Rome-Bolzano-Merano. À partir de l'horaire d'été de 1982, le rapide s'appelait " Marco Polo " (R812/813) en remplacement de la " Freccia della Laguna ". La rame était séparée en deux sections à Bologne pour se diriger l'une vers Udine et l'autre vers Bolzano.
- En 1963, une autre rame FS ALe.601 " Tirreno " assurait la liaison entre Rome et Turin. La même année, avec l'affectation des premières rames FS ALe.601 à Turin, des liaisons rapides sont assurées vers Milan et Gênes et les liaisons "Direttissime" sont établies entre Turin et Bologne via Alexandrie-Voghera, Gênes et Bologne. À la fin des années 1960, quelques rames ont été affectées à Milan Centrale, assurant les liaisons avec Turin et Gênes-Milan-Venise, en complément des ETR.220.
- La liaison la plus prestigieuse était les rapides 557/556 Milan-Rome, sans aucun arrêt intérmédiaire. La rame, surnommée la “Bomba”, est restée en service de 1970 à 1974, remplacée par les rames ETR 300, qui servaient les gares de Bologne et Florence.
- Les rames ALe 601 ont servi pour le rapide « Peloritano » R883/882, introduit en 1965 par les FS pour relier Rome à Palerme et Catane, en Sicile. C'est sur le Peloritano que les FS ont organisé la première campagne d'enquête au monde auprès des passagers sur l'agrément du voyage.

## Éléments préservés
Les matériels préservés comprennent :
- 4 automotrices électriques ALe.601.003(*), 017(*), 031 & 039,
- 4 remorques Le.480.003, Le.601.003 & 013 et Le.780.005.

En 2006, après la radiation de tous le groupe ALe 601, ces éléments ont été transférés au dépôt de Sondrio. Au cours de l'été 2007, ils ont reçu la livrée classique des FS d'origine, gris brouillard et vert magnolia, qui les caractérisait avant la livrée XMPR, avec le rétablissement des logos des FS. L'aménagement intérieur a été reconstitué, identique à la version originale de 1961.
(*) : automotrice transformée en 1969/70 en version "Alta Velocità" 200 km/h)